# Faeculoides bifusa
Faeculoides bifusa là một loài bướm đêm thuộc họ Erebidae. Nó được tìm thấy ở vùng núi của central Sri Lanka.
Con trưởng thành bay từ tháng 3 đến tháng 7, suggesting several generations per year.
Sải cánh dài 11.5–13 mm. 